# Rudolph
Rudolph és una població dels Estats Units a l'estat de Wisconsin. Segons el cens del 2000 tenia 423 habitants.

## Demografia
Segons el cens del 2000, Rudolph tenia 423 habitants, 170 habitatges, i 122 famílies. La densitat de població era de 149,8 habitants per km².
Dels 170 habitatges en un 33,5% hi vivien nens de menys de 18 anys, en un 65,9% hi vivien parelles casades, en un 4,7% dones solteres, i en un 28,2% no eren unitats familiars. En el 24,7% dels habitatges hi vivien persones soles l'11,2% de les quals corresponia a persones de 65 anys o més que vivien soles. El nombre mitjà de persones vivint en cada habitatge era de 2,49 i el nombre mitjà de persones que vivien en cada família era de 2,99.
Per edats la població es repartia de la següent manera: un 26% tenia menys de 18 anys, un 6,6% entre 18 i 24, un 29,8% entre 25 i 44, un 22,5% de 45 a 60 i un 15,1% 65 anys o més.
L'edat mediana era de 37 anys. Per cada 100 dones de 18 o més anys hi havia 86,3 homes.
La renda mediana per habitatge era de 41.125 $ i la renda mediana per família de 50.625 $. Els homes tenien una renda mediana de 40.500 $ mentre que les dones 28.750 $. La renda per capita de la població era de 18.895 $. Cap de les famílies i el 3% de la població estaven per davall del llindar de pobresa.

## Poblacions més properes
El següent diagrama mostra les poblacions més properes.